# Muhàmmad Xarif Khwaja Taki
Mutamad Khan de nom Muhàmmad Xarif Khwaja Taki (? - 1639) fou un oficial i historiador mogol d'origen persa. Va exercir diversos alts càrrecs sota Jahangir i Xa Jahan i sota el primer va rebre el títol de Mutamad Khan amb el que és conegut. Fou bakhshi (pagador de l'exèrcit) de Xa Jahan al Dècan, i amb aquest emperador va arribar a cap d'estat major (mir bakhshi). Jahangir li va confiar la redacció de les seves memòries. Va escriure una història dels mongols iniciada amb els ancestres d'Akbar, el regnat d'aquest i el de Jahangir.